# Stichting Rijssens Leemspoor

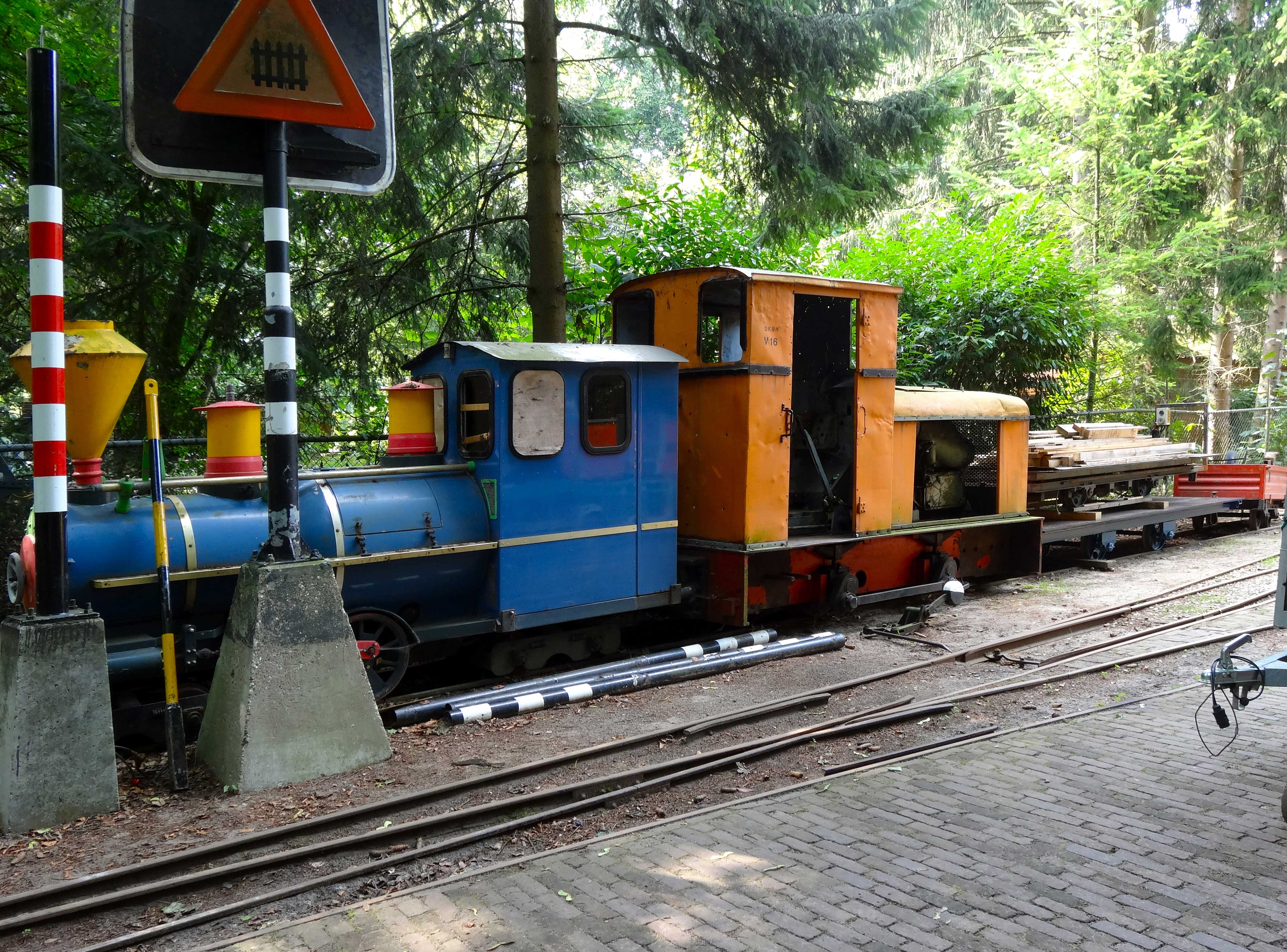
Rijssens Leemspoor; 2013

Stichting Rijssens Leemspoor exploiteert een museumspoorweg in de Overijsselse stad Rijssen. Het museum vertelt de geschiedenis van het smalspoor op gebied van de baksteenindustrie in en om Rijssen.
Een eeuw geleden waren er in Rijssen circa 15 steenfabrieken, waarvan er in de jaren zestig nog vier over waren. Deze hadden vanaf het begin van de 20e eeuw tot 1964 een smalspoorlijn om klei van de groeve naar de fabrieken te vervoeren. Het eerste smalspoor van zo'n 4 kilometer werd in gebruik genomen in 1907. Tussen Rijssen en Markelo lag uiteindelijk een smalspoornet van zo'n 12 kilometer lengte.
Op de smalspoorbaan in veldspoor met de spoorwijdte van 600 mm kunnen bezoekers van het Leemspoor een rit maken. Er is ook een deel van 700 mm aanwezig.
Het materieelpark omvat onder andere een (rijvaardige) stoomlocomotief (3 Maaike, gebouwd in 1913 door Orenstein & Koppel, fabr.nr. 6900), zestien diesellocs, drie elektrische locs, diverse personen-, goederen- en werktreinen. Een deel van het materieel is in 1996 verkregen van de voormalige Pony- en Motortram 't Joppe van Johan W. Montenberg in Joppe.